# NXT TakeOver: Brooklyn 4
NXT TakeOver: Brooklyn 4 foi um evento de luta livre profissional produzido pela WWE e transmitido pelo WWE Network para o seu território de desenvolvimento, o WWE NXT. Ocorreu em 18 de agosto de 2018, no Barclays Center em Brooklyn, Nova Iorque. Este foi o vigésimo primeiro evento do NXT TakeOver e o quarto a acontecer em 2018.
Cinco lutas foram contestadas no evento. No evento principal, Tommaso Ciampa derrotou Johnny Gargano em uma Last Man Standing match para reter o NXT Championship. No penúltimo combate, Kairi Sane derrotou Shayna Baszler para conquistar o NXT Women's Championship e Ricochet derrotou Adam Cole para vencer o NXT North American Championship.

## Antes do evento
NXT TakeOver: Brooklyn 4 teve combates de luta livre profissional de diferentes lutadores com rivalidades e histórias pré-determinadas, que se desenvolveram no WWE NXT, programa do território de desenvolvimento da WWE que é transmitido pelo WWE Network. Os lutadores interpretaram um vilão ou um mocinho seguindo uma série de eventos para gerar tensão, culminando em várias lutas. NXT TakeOver é uma série de eventos de luta livre profissional que começou em 29 de maio de 2014, com o território de desenvolvimento da WWE NXT tendo seu segundo evento transmitido ao vivo pelo WWE Network chamado de NXT TakeOver. Nos meses seguintes, o nome "TakeOver" se tornou o nome usado pelo NXT e WWE para todos os especiais ao vivo do NXT. NXT TakeOver: Brooklyn 4 foi o vigésimo primeiro sob o banner de NXT TakeOver, e o quarto a acontecer em 2018.
No episódio de 12 de julho do NXT, Kairi Sane derrotou Nikki Cross e Candice LeRae em uma luta triple threat para se tornar a desafiante número um ao NXT Women's Championship e iria enfrentar Shayna Baszler pelo título no NXT TakeOver: Brooklyn 4.
Em 25 de julho no episódio do NXT, Ricochet confrontou Adam Cole depois de seu combate contra Sean Maluta. Ricochet então desafio Cole para uma luta no NXT TakeOver: Brooklyn 4 pelo North American Championship, mas Cole recusou. Na semana seguinte, uma luta entre Cole e Ricochet pelo título foi marcada para o NXT TakeOver: Brooklyn 4.
Em 26 de junho no NXT U.K. Championship, Moustache Mountain (Tyler Bate e Trent Seven) derrotaram os membros do The Undisputed Era, Kyle O'Reilly e Roderick Strong, para conquistarem o NXT Tag Team Championship. No episódio de 27 de junho do NXT, The Undisputed Era derrotou Moustache Mountain e Ricochet. Duas semanas depois, uma revanche entre os dois time pelo título foi marcada, com The Undisputed Era reconquistando o título. No episódio de 1 de agosto do NXT, uma luta de duplas entre os dois times foi marcada para o NXT TakeOver: Brooklyn 4.
Em 26 de junho no NXT U.K. Championship, Velveteen Dream e EC3 fizeram equipe e foram derrotados por Aleister Black e Ricochet depois de Dream deixar o ringue durante o combate. No episódio de 1 de agosto do NXT, uma luta entre os dois foi marcada para o NXT TakeOver: Brooklyn 4.
No episódio de 25 de julho do NXT, Tommaso Ciampa derrotou Aleister Black para capturar o NXT Championship devido a uma interferência de Johnny Gargano. Na semana seguinte, quando Black se aproximava do ringue para confrontar Ciampa, Gargano passou por Black e atacou Ciampa. Black então atacou Gargano. Na semana seguinte, Ciampa atacou Black e Gargano durante o combate programado entre eles. Uma luta entre os três pelo título foi marcada para o NXT TakeOver: Brooklyn 4. Depois que o show acabou, Black foi encontrado inconsciente no estacionamento do Full Sail Live. Com Black fora de ação após uma lesão na virilha, a luta mudou para uma luta Last Man Standing entre Ciampa e Gargano.

## Evento
| Papel:             | Nome:                        |
| ------------------ | ---------------------------- |
| Comentaristas      | Mauro Ranallo                |
| Comentaristas      | Nigel McGuinness             |
| Comentaristas      | Percy Watson                 |
| Comentaristas      | Carlos Cabrera (espanhol)    |
| Comentaristas      | Marcelo Rodríguez (espanhol) |
| Anunciador         | Kayla Braxton                |
| Árbitros           | Drake Wuertz                 |
| Árbitros           | Eddie Orengo                 |
| Árbitros           | Darryl Sharma                |
| Árbitros           | Jessika Carr                 |
| Painel do pré-show | Charly Caruso                |
| Painel do pré-show | Sam Roberts                  |
| Painel do pré-show | Pat McAfee                   |

## Resultados
| Nº                                          | Resultados | Estipulações | Tempo |
| ------------------------------------------- | --- | --- | ----- |
| Dark                                        | Bianca Belair derrotou Deonna Purrazzo                                                                          | Luta individual A luta foi gravada para transmissão em um futuro episódio do NXT                                      | 6:00  |
| Dark                                        | Pete Dunne (c) derrotou Zack Gibson                                                                             | Luta individual pelo WWE United Kingdom Championship A luta foi gravada para transmissão em um futuro episódio do NXT | 14:00 |
| 2                                           | The Undisputed Era (Kyle O'Reilly e Roderick Strong) (c) derrotou Moustache Mountain (Tyler Bate e Trent Seven) | Luta de duplas pelo NXT Tag Team Championship                                                                         | 18:06 |
| 3                                           | Velveteen Dream derrotou EC3                                                                                    | Luta individual | 15:03 |
| 4                                           | Ricochet derrotou Adam Cole (c)                                                                                 | Luta individual pelo NXT North American Championship                                                                  | 15:11 |
| 5                                           | Kairi Sane derrotou Shayna Baszler (c)                                                                          | Luta individual pelo NXT Women's Championship                                                                         | 13:35 |
| 6                                           | Tommaso Ciampa (c) derrotou Johnny Gargano                                                                      | Luta Last Man Standing pelo NXT Championship                                                                          | 33:42 |
| (c) – Refere-se aos campeões antes da luta. | | |       |